# Marnay-sur-Seine
Marnay-sur-Seine é uma comuna francesa na região administrativa de Grande Leste, no departamento de Aube. Estende-se por uma área de 10,1 km². Em 2010 a comuna tinha 242 habitantes (densidade: 24 hab./km²).